# Grand Theft Auto IV: The Lost and Damned
Grand Theft Auto IV: The Lost and Damned é a primeira de duas expansões episódicas para as versões de Playstation 3, Xbox 360 e PC de Grand Theft Auto IV, desenvolvidas pela Rockstar North. Foi lançado em 17 de fevereiro de 2009. É o terceiro pacote de expansão na série Grand Theft Auto (o primeiro sendo Grand Theft Auto: London, 1961, lançado em 1999) e o décimo segundo lançamento no total.

## Jogabilidade
A jogabilidade de The Lost and Damned é similar a do jogo principal, com algumas inovações. Uma delas é uma série de "checkpoints" nas missões, que permitem ao jogador, no caso de uma morte ou de um fracasso, retomar a missão do momento em que esta terminou, tornando desnecessárias novas viagens até o local da missão e novas tentativas de partes já cumpridas. Contudo, isso só funciona ao acionar a mensagem de texto que chega à Johnny pelo celular logo depois do fim da missão. Chegar ao ponto de início da missão recomeça-a a partir da primeira animação.
Além deste recurso, o jogo traz novas armas (lança-granadas, meio taco de bilhar, pistola automática, bombas-tubo e duas novas espingardas) e alguns novos veículos. A habilidade de Johnny com motos é superior à de Niko Bellic, mas a habilidade com veículos de quatro rodas é inferior.
Por meio do seu celular, o jogador pode ligar para seus amigos para sair ou para requisitar serviços, como motos, armas e ajuda armada. Uma novidade da expansão é a série de guerras de gangues, semelhantes àquelas de Grand Theft Auto: San Andreas, mas sem a possibilidade de se conquistar territórios. A cada dez guerras vencidas, uma nova arma ficará disponível no clube The Lost ou na casa do jogador, dependendo do quanto ele tenha progredido no jogo.
Nas guerras e em algumas missões, Johnny é acompanhado de seus colegas de gangue. Cada um deles evolui a cada batalha, ganhando experiência e é substituído em caso de morte. Em uma entrevista ao site IGN, o presidente da Rockstar North afirmou que a expansão possui um terço do número de missões principais do jogo principal.

## História
A história começa com Johnny Klebitz e os membros do clube de motociclistas fora da lei The Lost Motorcycle Club (da qual Johnny é o vice-presidente) circulando pelas ruas de Alderney City, no estado de Alderney. No momento, Johnny é o presidente em exercício, pois o presidente oficial, Billy Grey, passou o último ano em um tratamento de recuperação de dependentes químicos compulsórios, após ser preso por porte de drogas. Durante sua liderança, Johnny fez uma série de negócios em Liberty City, criando uma trégua com a gangue motociclista rival The Angels of Death para possibilitar a continuidade do tráfico de drogas e armas que sustenta a gangue, após a administração fraca de Billy ter levado a gangue à uma situação financeira difícil.
Assim que é liberado do tratamento, Billy retorna ao comando da gangue como presidente e recomeça uma série de crimes, aumentando a tensão existente entre ele e Johnny. Enquanto Johnny prefere manter a gangue agindo de forma cautelosa, evitando conflitos com outras gangues, Billy opta por ações violentas e irracionais. Desta forma, Billy quebra a trégua com os Angels of Death e inicia uma guerra.
Eventualmente, Billy acaba preso durante um negócio frustrado com um grupo de traficantes orientais das tríades de Liberty City e Johnny assume novamente a liderança dos Lost, com a gangue agora dividida em duas facções rivais; o grupo que apóia Johnny e o grupo que apóia Brian Jeremy, um membro ainda leal a Billy que acredita que Johnny tenha armado para a prisão deste último. A facção de Brian chega a protagonizar um golpe contra Johnny, mas este escapa com vida após vários membros da gangue morrerem em combate. Mais tarde, Johnny vai até a casa de Brian e acaba matando-o junto com sua facção, e seu esconderijo acaba se tornando uma nova casa segura para o protagonista (se o jogador poupar Brian no primeiro confronto, ele surgirá como um personagem estranho no mapa. Se o jogador decidir encontrá-lo, haverá um segundo confronto do qual Brian trairá novamente Johnny e o jogo obrigará o jogador a mata-lo definitivamente).
Paralelamente à guerra interna da gangue, Johnny tem de lidar com Ray Boccino, um mafioso italiano capo da Família Pegorino com quem Niko Bellic (protagonista do jogo principal) trabalha, e Ashley, sua ex-namorada que sempre arranja problemas relacionados ao seu vício em drogas. Algum tempo depois, o protagonista descobre que Jim Fitzgerald, um veterano da gangue e bom amigo, foi morto por ordens de Boccino.
No final do jogo, é revelado que Billy irá depor em uma operação antidrogas contra Johnny e seu amigo paralisado Angus Martin para entrar no Programa de Proteção à Testemunhas, o que pode resultar em Johnny e seus amigos leais presos por um bom tempo. Johnny então lidera uma invasão a grande prisão de Alderney, onde Billy está preso, e executa seu ex-colega pessoalmente. Sendo Johnny, Clay, Terry e Angus os únicos membros restantes, eles decidem dar um fim ao clube sede da gangue, ateando fogo no mesmo.

### Relações com o enredo principal
Em vários pontos do enredo, existem conexões diretas com o enredo do jogo principal. Duas das missões do jogo, uma envolvendo um negócio de drogas de Elizabeta Torres e outra envolvendo os diamantes de Ray, também aparecem em GTA IV, mas sob a perspectiva de Niko. É revelado que é Johnny quem sequestra Roman Bellic, o primo de Niko, que no enredo principal parte em seu resgate. No enredo do jogo em questão, Johnny realiza o serviço a mando dos homens de Dimitri Rascalov (antagonista do jogo principal), para quitar uma dívida de Ashley com a máfia russa. Jim, o motociclista amigo de Johnny, é assassinado durante o final do jogo: foi morto por Niko a mando de Ray Boccino, em uma missão realizável no jogo principal. E ainda, o assassinato do membro dos Lost Jason Michaels por parte de Niko a mando de Mikhail Faustin no jogo principal. Billy usou a morte de Jason para culpar os Angels of Death e consequentemente realizar o ataque ao clube da gangue rival e roubar suas drogas. A animação final, com os créditos, mostra várias imagens de Liberty City, nas quais podem ser vistos diversos momentos do enredo do jogo principal, como Niko e Roman passando pelo apartamento e escritório de Roman, ambos incendiados pelos capangas de Dimitri, e o momento em que Niko executa Vlad. Uma das missões envolvendo os diamantes de Ray mostra ainda o protagonista Luis Lopez, da expansão The Ballad of Gay Tony.

## Recepção
Há uma cena no jogo em que o personagem Thomas Stubbs III aparece totalmente nu, sendo possível ver suas genitálias, o que levou um grupo da Parental Advisory chamado Common Sense Media a publicar um aviso público sobre o conteúdo do jogo.